# Cheema
Cheema là một thị xã và là một nagar panchayat của quận Sangrur thuộc bang Punjab, Ấn Độ.

## Nhân khẩu
Theo điều tra dân số năm 2001 của Ấn Độ, Cheema có dân số 9347 người. Phái nam chiếm 53% tổng số dân và phái nữ chiếm 47%. Cheema có tỷ lệ 45% biết đọc biết viết, thấp hơn tỷ lệ trung bình toàn quốc là 59,5%: tỷ lệ cho phái nam là 48%, và tỷ lệ cho phái nữ là 41%. Tại Cheema, 14% dân số nhỏ hơn 6 tuổi.